# Тируваллувар
Тируваллувар (транслит. Thiruvalluvar, там. திருவள்ளுவர்) — тамильский поэт и мыслитель, автор книги «Тируккурал», которую тамилы почитают как священную. В Тамилнаде и других частях Индии
почитается много веков как святой.
Жил в окрестностях Майлапура (к югу от Ченнаи).
Биография Тируваллувара является настолько спорной, что невозможно даже точно установить, к какой вере и касте он принадлежал (вопросы, принципиальные для Индии). Имеют хождения мнения, что он
был индус-пария, джайн, индус из низкой касты, буддист, индус из высокой касты, брахман или же потомок межкастового брака.
«Своим» его считают как тамилы — сторонники как индуизма, так и тамилы-джайны. Ряд текстовых моментов в «Тируккурале» свидетельствуют как минимум о близости взглядов автора книги к джайнизму.
Ряд исследователей, в частности, Дж. Поуп, проведший немало лет в Тамил-Наду, переведший много текстов с тамильского языка — включая сам «Тируккурал», считал, что данная книга написана под явным
влиянием буддизма.
Время жизни также неизвестно — по разным гипотезам, основанным на текстологическом анализе «Тируккурала», он мог жить от II в. до н. э. до VIII в. н. э.
Имя "Тируваллувар" состоит из "Thiru" (вежливое тамильское слово, означающее примерно «господин») и "Valluvar" (вежливая форма имени "Valluvan").

## Тируваллувар - автор книги "Тируккурал"
Сборник стихотворных афоризмов "Тируккурал", написанный Туриваллуваром ориентировочно во втором веке н. э., В Тамилнаде и других районах Индии и Шри Ланки почитают как священную книгу наряду с
Ведами, Бхагавад-гитой, Библией.
Исходя из содержания "Тируккурала" представители разных конфессий делают выводы, что автор этого компедиума мудрости мог быть и буддистом, и джайном либо исповедывать какое-либо из направлений
индуизма. Содержание этого Писания лишено следов сектантского фанатизма и говорит об общечеловеческих ценностях, которые исповедывал его автор.
В лаконичных лапидарных строфах, объединённых в главы по разным темам, имеющим отношение к духовности, мудрости, житейской сметке, образно и ярко рассказывается о различных житейских
ситуациях, даются наставления по самым различным духовным и "бытовым" вопросам.
Писание Тируваллувара переведено на многие языки мира, в том числе на многие европейские.
История переводов "Тируккурала" на русский язык насчитывает более полувека.
В самиздате в 1983 году был опубликован полный анонимный перевод "Тируккурала".
В известном собрании "Библиотека всемирной литературы" в томе 16-м: "Классическая поэзия Индии, Китая, Кореи, Вьетнама, Японии" в 1974 году был опубликован частичный перевод данного компедиума, сделанный А. Ибрагимовым.
Ранее перевод произведения на русский язык был сделан советским дравидологом Ю. Я. Глазовым в 1963 году.
В 1983 году "Тируккурал" переведён на русский язык Виталием Фурникой.
В 2014 году компедиум тамильской мудрости перевёл российский индолог Дмитрий Бурба.
В 2015 году - избранные строфы из "Тируккурала" перевёл на русский язык Х. Брош.
В 2021 году отдельные главы из "Тируккурала" были опубликованы российским поэтом Юрием Ключниковым в его антологии переводов индийской поэзии "Слово Ариаварты. 35 веков индийской поэзии".